# Balad
L'Assemblea Nacional Democràtica (àrab: التجمع الوطني الديمقراطي, at-Tajammuʿ al-Waṭanī ad-Dīmuqrāṭī; hebreu: ברית לאומית דמוקרטית‎), més coneguda per l'acrònim hebreu Balad (hebreu: בל"ד‎) és un partit polític àrab israelià d'Israel, dirigit per Jamal Zahalka. D'ideologia nacionalista àrab, té el propòsit declarat de lluitar per la transformació de l'Estat d'Israel en una democràcia per a tots els seus ciutadans, independentment de la identitat nacional o ètnica. També exigeix que Israel reconegui els àrabs palestins com una minoria nacional, amb tots els drets.
El partit dona suport a la creació de dos estats amb les fronteres anteriors a 1967 i l'aplicació de la Resolució 194 de Nacions Unides sobre el dret des refugiats palestins de tornar a Palestina.
Balad es descriu a si mateix com un «partit democràtic progressista nacional per als ciutadans palestins d'Israel.» 
De cara a concórrer a les eleccions legislatives de 2015 uniren forces amb les formacions àrabs Hadaix, Llista Àrab Unida i Ta'al, que es presenten per primera vegada plegats des de la creació de l'Estat d'Israel amb el nom de Llista Conjunta, que aconseguí 13 escons. Aquesta coalició participà en totes les eleccions legislatives entre 2015 i 2021 excepte en les de d'abril de 2019. El febrer de 2021 la Llista Àrab Unida ja havia abandonat la coalició, que es trencà definitivament el setembre de 2022 quan faltaven molt poques hores per la presentació de les llistes electorals per a les eleccions de 2022.

## Resultats electorals
| Elecció       | Vots                             | %                                | Escons  | ±   | Notes                                                                 |
| ------------- | -------------------------------- | -------------------------------- | ------- | --- | --------------------------------------------------------------------- |
| 1996          | 129.455                          | 4,20                             | 1 / 120 | N/D | Escons aconseguits en una aliança amb el Hadaix que n'aconseguí 5     |
| 1999          | 66.103                           | 1,90                             | 2 / 120 | 1   |                                                                       |
| 2003          | 71.299                           | 2,26                             | 3 / 120 | 1   |                                                                       |
| 2006          | 72.066                           | 2,30                             | 3 / 120 | =   |                                                                       |
| 2009          | 83.,739                          | 2,48                             | 3 / 120 | =   |                                                                       |
| 2013          | 97.030                           | 2,56                             | 3 / 120 | =   |                                                                       |
| 2015          | Forma part de la Llista Conjunta | Forma part de la Llista Conjunta | 3 / 120 | =   | La coalició Llista Conjunta aconseguí un total de 13 escons           |
| Abril 2019    | 143.666                          | 3,34                             | 2 / 120 | 1   | En una aliança amb la Llista Àrab Unida que n'aconseguí un total de 4 |
| Setembre 2019 | Forma part de la Llista Conjunta | Forma part de la Llista Conjunta | 3 / 120 | 1   | La coalició Llista Conjunta aconseguí un total de 13 escons           |
| 2020          | Forma part de la Llista Conjunta | Forma part de la Llista Conjunta | 3 / 120 | =   | La coalició Llista Conjunta aconseguí un total de 15 escons           |
| 2021          | Forma part de la Llista Conjunta | Forma part de la Llista Conjunta | 1 / 120 | 2   | La coalició Llista Conjunta aconseguí un total de 6 escons            |
| 2022          | 138.201                          | 2,90                             | 0 / 120 | 0   |                                                                       |